# Đoàn Chèo Thanh Hóa
Bài này viết về Đoàn Chèo Thanh Hóa cũ, nay là Bộ môn Chèo thuộc Nhà hát Nghệ thuật Truyền thống Thanh Hóa

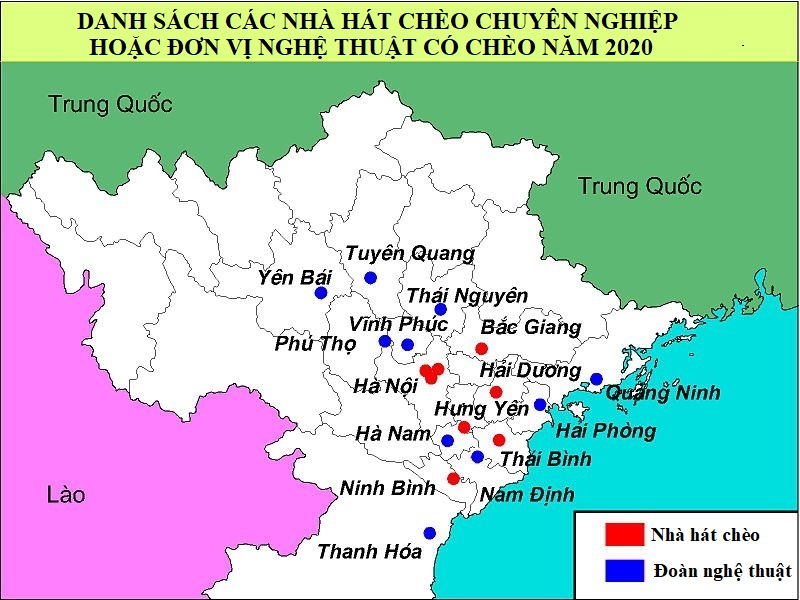
Các đoàn chèo, nhà hát chèo Việt Nam

Đoàn Chèo Thanh Hóa (tồn tại: 1963 - 2018) nguyên là một đơn vị hoạt động nghệ thuật chèo chuyên nghiệp của tỉnh Thanh Hóa, tồn tại từ năm 1959 đến năm 2018 thì sáp nhập vào Nhà hát Nghệ thuật Truyền thống Thanh Hóa. Đây là một Đoàn nghệ thuật Chèo cùng với một số địa phương khác vùng ven như: Yên Bái, Tuyên Quang, Thái Nguyên không thuộc châu thổ sông Hồng, cái nôi của nghệ thuật chèo Việt Nam. Nghệ thuật Chèo có hàng ngàn năm tuổi, là thể loại sân khấu cổ nhất và thuần khiết dân tộc nhất; là thể loại sân khấu của nền văn minh lúa nước thuộc châu thổ sông Hồng. Chèo xứ Thanh tuy nằm trong vùng ảnh hưởng lan tỏa của chèo nhưng lại có lịch sử hình thành khá sớm cùng với các đoàn chèo chuyên nghiệp khác.

## Lịch sử
Đoàn Chèo Thanh Hóa thành lập năm 1959, với tên gọi "Đội chèo Thanh Hóa", năm 1963 đổi tên thành "Đoàn Chèo Thanh Hóa", trong những năm xây dựng miền Bắc XHCN và đấu tranh thống nhất nước nhà, Đoàn Chèo Thanh Hóa đã có nhiều chuyến lưu diễn từ Bắc vào Nam phục vụ công nhân, nông dân, bộ đội. Đoàn được Chủ tịch nước trao tặng Huân chương Kháng chiến hạng Nhì.
Năm 2010, đoàn có hơn 40 cán bộ, diễn viên và nhạc công, trong đó có 2 Nghệ sĩ Ưu tú.
Đoàn Chèo Thanh Hóa tìm ra hướng đi riêng cho mình bằng việc kết hợp diễn các vở chèo truyền thống, hiện đại với những điệu múa, hát dân ca 3 miền... nhằm đáp ứng nhu cầu từng đối tượng khán thính giả trên các vùng, miền, đồng thời chú trọng luyện tập, lựa chọn đề tài và phong cách biểu diễn, quan tâm đến công tác trẻ hóa đội ngũ diễn viên đáp ứng nhu cầu hưởng thụ văn hóa của công chúng.
Nhiều chuyến lưu diễn phục vụ khán giả vùng sâu, vùng xa trong và ngoài tỉnh, qua các vở diễn như: "Rực lửa Diên Hồng", "Cô gái sông Lam", "Tấm vóc Đại hồng", "Đồng tiền Vạn Lịch", "Gươm báu truyền ngôi"... 
Năm 2001, đoàn tham gia hội diễn sân khấu chèo chuyên nghiệp toàn quốc tại thành phố Hạ Long (Quảng Ninh), vở diễn "Súy Vân" đứng đầu 16 đoàn chèo Việt Nam với 3 huy chương Vàng, 3 Huy chương Bạc và 1 bằng khen cho cá nhân. Năm 2005, cũng tại hội diễn này, vở diễn "Cà phê chín đỏ" của đoàn được xếp vào một trong 4 đoàn có tác phẩm hiện đại hay nhất trong tổng số 18 đơn vị tham gia.
Năm 2004, Chủ tịch nước tặng Đoàn Nghệ thuật Chèo Thanh Hóa Huân chương Lao động hạng Nhì. Đến 2010, đoàn có hàng chục Huy chương Vàng, Bạc cho tập thể và cá nhân. Năm 2006, đoàn được đánh giá là lá cờ đầu của khối nghệ thuật.
Năm 2016, Tại cuộc thi chèo diễn ra ở Ninh Bình, Đoàn nghệ thuật Chèo Thanh Hóa đã lọt vào tốp 5 đoàn mạnh nhất với Huy chương vàng vở diễn "Tấm lòng vàng".
Đến năm 2017, đoàn Chèo Thanh Hóa đã có 8 nghệ sĩ được phong tặng danh hiệu NSƯT. Đoàn có 50 diễn viên, nhân viên phục vụ.

## Thành tích
- Năm 2020, Tại Cuộc thi Tài năng trẻ diễn viên Chèo toàn quốc năm 2020 đã diễn ra tại Hà Nam, Chèo Thanh Hóa đã giành 1 huy chương vàng (Phạm Nhật Hóa) và 1 huy chương bạc (Mạnh Cường), xếp thứ bảy các đoàn tham gia theo thành tích huy chương.
- Năm 2019, Tại Liên hoan sân khấu chèo toàn quốc diễn ra tại Bắc Giang, chèo Thanh Hóa chỉ giành 1 huy chương vàng cá nhân (Thu Hoài) và 3 huy chương bạc, xếp thứ 15/16 đơn vị tham gia theo thành tích huy chương.
- Năm 2017, Cuộc thi Tài năng trẻ Diễn viên sân khấu Tuồng, Chèo chuyên nghiệp toàn quốc diễn ra ở Thanh Hóa, Chèo Thanh Hóa đồng xếp thứ 6 với 1 HCV Lê Thị Thu Hà và 1 HCB của Phạm Văn Hóa.
- Năm 2016, Tại cuộc thi Nghệ thuật Sân khấu chèo chuyên nghiệp toàn quốc 2016 diễn ra ở nhà hát Chèo Ninh Bình, Đoàn nghệ thuật chèo Thanh Hóa tham dự cuộc thi với vở diễn "Tấm lòng vàng của tác giả Trần Hồng Vân và đạo diễn NSƯT Trương Hải Thọ. Kết quả vở diễn đã vượt lên trở thành một trong 5 vở diễn giành huy chương vàng tại cuộc thi. Đạo diễn NSƯT Trương Hải Thọ cũng giành luôn giải đạo diễn xuất sắc nhất cuộc thi. Xếp hạng chung cuộc chèo Thanh Hóa lần đầu lọt vào tốp 5 đoàn mạnh nhất theo thành tích huy chương trong số 16 đoàn chèo tham gia cuộc thi.[4]
- Năm 2014, Tại "Cuộc thi tài năng trẻ diễn viên sân khấu Chèo chuyên nghiệp toàn quốc - 2014" diễn ra ở Ninh Bình, Đoàn chèo Thanh Hóa giành 01 HCB (Nguyễn Thị Minh Phượng).[5] Xếp thứ 6 chung cuộc theo thành tích huy chương.
- Năm 2013, Tại cuộc thi Nghệ thuật Sân khấu chèo chuyên nghiệp toàn quốc 2013 diễn ra ở Hải Phòng[6] Đoàn Chèo Thanh Hóa không giành Huy chương vở diễn "Gươm báu truyền ngôi". Giải cá nhân có 02 Huy chương vàng (Khánh Vinh, NSƯT Thanh Tâm) và 04 Huy chương bạc (Quốc Dũng, NSƯT Hàn Hải, Quốc Chiến, Hồ Chiến). Cơ cấu giải thưởng cuộc thi có tổng 03 vở diễn đạt HCV và 06 vở diễn đạt HCB, 42 HCV cá nhân, 68 HCB cá nhân. Xếp thứ 11/17 đoàn tham dự theo thành tích huy chương.
- Năm 2011, Tại Liên hoan Sân khấu Chèo về đề tài hiện đại – 2011 diễn ra ở Thái Bình,[7] Chèo Thanh Hóa giành Huy chương bạc vở diễn "Vẹt". Giải cá nhân có 02 Huy chương vàng (Thanh Mai, NS. Thương Hiền) và 03 Huy chương bạc (NS. Hương Liên, NS. Thu Hài, NS. Khánh Vinh). Giải Đạo diễn trẻ triển vọng: Lê Thanh Tùng, vở "Vẹt". Cơ cấu giải thưởng cuộc thi có tổng 03 vở diễn đạt HCV và 03 vở diễn đạt HCB, 27 HCV cá nhân, 50 HCB cá nhân. Xếp hạng 6/13 đoàn tham dự theo thành tích huy chương.
- Năm 2009, Tại Hội diễn sân khấu Chèo chuyên nghiệp toàn quốc - 2009 diễn ra ở Quảng Ninh[8] Đoàn Chèo Thanh Hóa không giành Huy chương giải vở diễn (Cơ cấu giải hội diễn có 02 vở diễn đạt Huy chương vàng và 05 vở diễn đạt Huy chương bạc). Giải cá nhân có 02 Huy chương vàng (NSƯT Hàn Hải, Thu Hài) và 01 Huy chương bạc (Tăng Ngấn). Xếp thứ 9/17 đoàn tham dự theo thành tích huy chương.

Thành tích khác
- Năm 1999, đoàn chèo Thanh Hóa nhận Huân chương Lao động hạng Ba vì đã có thành tích xuất sắc trong thời kỳ đổi mới.
- Năm 2004, đoàn chèo Thanh Hóa đón nhận Huân chương Lao động hạng Nhì.
- Năm 2009, Đoàn Nghệ thuật Chèo Thanh Hóa được Nhà nước trao tặng Huân chương Lao động hạng Nhất, riêng cá nhân nghệ sĩ Hải Thọ đã tặng Huân chương Lao động hạng Ba.